# Chandra bhedana
Chandra bhedana is een pranayama (ademhalingstechniek) in yoga die ook wel maandoorborende ademhaling wordt genoemd. Pranayama's hebben in yoga een tweeledig nut: de toevoer van zuurstof naar de hersenen en het voorzien van het lichaam van prana, ofwel levensenergie.
Chandra bhedana is een techniek die vroeger alleen aan gevorderde yogi's werd onthuld en hij zou alleen uitgevoerd mogen worden, wanneer tijdstip, plaats, voeding en vasten erop afgestemd zouden zijn. Chandra bhedana wordt uitgevoerd vanuit een kleermakerszit. De inademing gebeurt via het linkerneusgat terwijl het rechterneusgat wordt afgesloten, bijvoorbeeld met behulp van de shiva mudra. In gedachten wordt soms de mantra Om gezongen. Na de inademing wordt de adem vastgehouden in de keel, longen en de buik. Dit wordt kumbhaka genoemd. Op het moment dat dat niet langer meer gaat, wordt er via het rechterneusgat uitgeademd.
Deze pranayama zou ervoor zorgen dat overmatige hitte uit het lichaam verdwijnt en zou gal verwijderen. Iemand die kwakkelt met de gezondheid moet voorzichtig zijn met alle pranayama's waar kumbhaka bij wordt toegepast.
volledige ademhaling · middenrifademhaling · flankademhaling · sleutelbeenademhaling · mondademhaling · neusademhaling

abhyantara bahya stambha vritti · activerende ademhaling · agni prasana · anuloma · anuloma viloma · bhastrika · brahmari · chandra bhedana · chatur mukhi · dirgha sukshma · kapalabhati · kevala kumbhaka · kumbhaka · murcha · nadi sodhana · ohm sahita rechaka · plavini · prachhardana · prana apana samyukta · pratiloma · sahita kumbhaka · sama vritti · samanu · sapta vyahrita · sargarbha sahita kumbhaka · sarva dwara baddha · sithali · sitkari · stambha vritti · sukha purvaka · suksama shwasa prashwasa · surya bhedana · tri bandha kumbhaka · ujjayi · vaya viya kumbhaka · viloma · visama vritti